# Symbolophorus
Symbolophorus è un genere di pesci ossei abissali appartenente alla famiglia Myctophidae.

## Distribuzione e habitat
Il genere è cosmopolita. Nel mar Mediterraneo è presente S. veranyi. Sono pesci batipelagici.

## Specie
- Symbolophorus barnardi
- Symbolophorus boops
- Symbolophorus californiensis
- Symbolophorus evermanni
- Symbolophorus kreffti
- Symbolophorus reversus
- Symbolophorus rufinus
- Symbolophorus veranyi[1]